# ماجدة هارون
ماجدة هارون، رئيسة الطائفة اليهودية في مصر. والدها هو شحاتة هارون السياسي اليساري وأحد مؤسسي حزب التجمع.

## الحياة الشخصية
تزوجت مرتين، الأول من مسلم ولديها منه ابنتين مسلمتين هبة شوقي وهنا شوقي. والثاني من مسيحي وهو زوجها الحالي، لذلك تعتبر أن بيتها هو المنزل الوحيد في مصر الذي يحتفل بمناسبات الأديان الثلاثة: اليهودية والمسيحية والإسلام.